# Нумерий Юлий Цезар
Вижте пояснителната страница за други значения на Юлий Цезар.
Нумерий Юлий Цезар (на латински: Numrius Julius Caesar) е предполагаем, вероятно несъществувал сенатор и политик на Римската република през 3 век пр.н.е.
Нумерий произлиза от патрициианската фамилия Юлии. Син е на Луций Юлий Либон Млади и Цецилия Метела Македоника. Внук е на Луций Юлий Либон (консул 267 пр.н.е.).
Нумерий Цезар е баща само на един син: Луций Юлий Цезар и дядо на Секст Юлий Цезар, който е сенатор и военен трибун през 2 век пр.н.е.